# Jacques Ochs

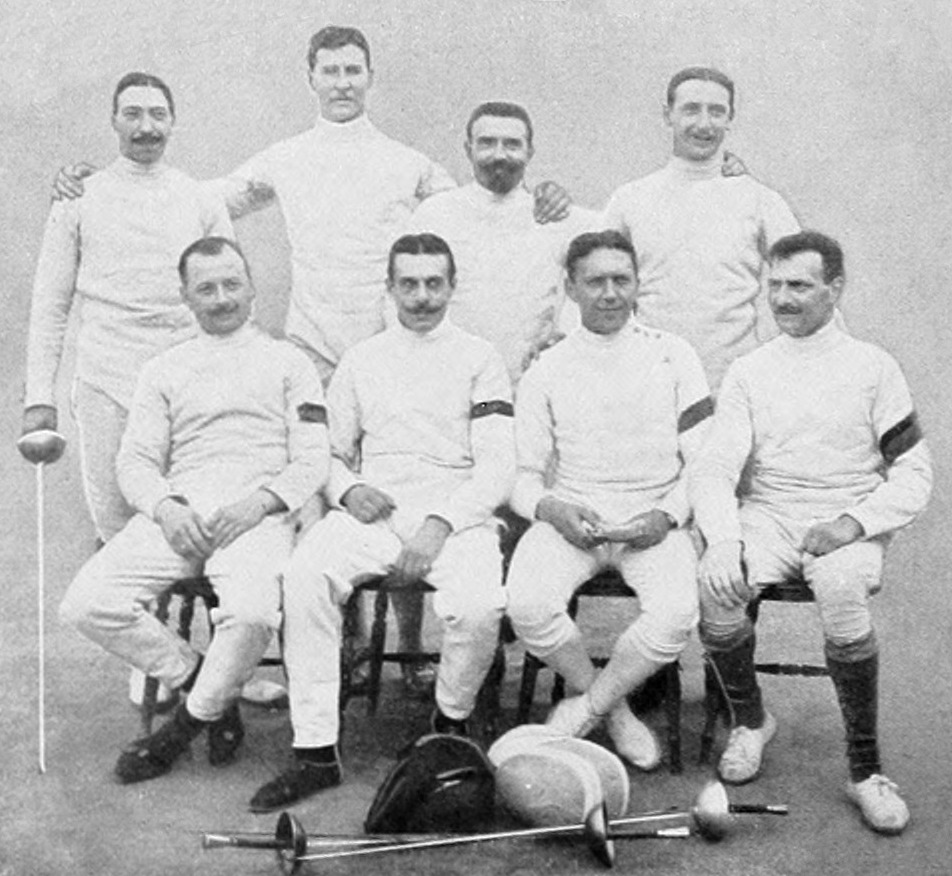
Equip belga d'espasa als Jocs Olímpics de 1912

Jacques Martin Ochs (Niça, França, 18 de febrer de 1883 – Lieja, 3 d'abril de 1971) va ser un pintor, il·lustrador i tirador d'esgrima i belga.

## Biografia

### Primers anys
Ochs nasqué a Niça en el si d'una família jueva. El 1893 es traslladà a viure a Lieja. Estudià a la Reial Acadèmia d'Art de Lieja i es graduà el 1903. Aquell mateix any guanyà el Premi Donnay. Continuà els seus estudis a l'Acadèmia Julian de París fins al 1905.

### Presència als Jocs Olímpics
Ochs compaginà els seus estudis amb la pràctica de l'esgrima, i el 1912 va prendre part en els Jocs Olímpics d'Estocolm, on disputà tres proves del programa d'esgrima. Guanyà la medalla d'or en la prova d'espasa per equips, mentre en les proves de floret i sabre individual quedà eliminat en sèries.
Ochs s'allistà voluntari a la Primera Guerra Mundial, on fou ferit de gravetat en un atac aeri.
El 1920 fou professor de pintura a la Reial Acadèmia de Belles Arts de Lieja, i el 1934 passà a ser Director del Museu de Belles Arts de Lieja.

### Caricaturista
Ochs també es dedicà a dibuixar caricatures i tires còmiques, que publicà en diversos diaris de França, com el Le Figaro, o al satíric magazine belga Pourquoi Pas?

### La Segona Guerra Mundial
A principis d'abril de 1938, Ochs va dibuixar a Adolf Hitler a la portada del Pourquoi Pas? amb una esvàstica al cap i un ceptre en forma d'un Jueu sense cap. El 17 de novembre de 1940 fou detingut i traslladat al camp de presoners de Fort Breendonk, al sud d'Anvers. Allà Ochs empra la caricatura per documentar la seva vida, fent dibuixos dels seus companys de cel·la. Quan el comandant, Sturmbannführer Philipp Schmitt, es va adonar del talent artístic d'Ochs, li va ordenar que fes dibuixos del campament i els seus interns. Ochs es va veure obligat a obeir les demandes de la SS, però va tractar d'alleujar el sofriment dels seus companys de cel·la.
Després de dos anys d'internament Ochs és alliberat gràcies a les intervencions del governador alemany a Bèlgica, el general Alexander von Falkenhausen. Amb tot, el 1944 va tornar a ser detingut, aquesta vegada juntament amb la seva germana, a Mechelen. Fou condemnat a mort, però la derrota alemanya li salvà la vida.

### La postguerra
Després de la guerra Ochs va utilitzar els seus dibuixos per reconstruir les escenes del camp. Els va publicar el 1947 en un llibre anomenat Breendonck - Bagnards et Bourreaux ("Breendonck - mà d'obra esclava i botxins").
Després de la guerra Ochs va tornar a treballar com a professor a la Reial Acadèmia de Belles Arts, i encara que la seva vista havia quedat danyada durant l'internament, va continuar pintant i dibuixant. El 1948 es va convertir en membre de la Reial Acadèmia de Ciències, Lletres i Arts de Bèlgica i membre de la Comissió d'adquisicions dels Museus Reials d'Art Modern.
Va prendre part en nombroses exposicions, algunes de col·lectives, però també d'individuals. Va rebre nombrosos reconeixements pel seu talent artístic, entre ells la medalla d'or a la segona Biennal de Menton el 1953, i la medalla d'or per l'art, la ciència i les lletres a París el 1959.